# Плахета, Пшемыслав
Пшемы́слав Плахе́та (пол. Przemysław Płacheta; род. 23 марта 1998, Лович, Скерневицкое воеводство) — польский футболист, полузащитник клуба «Оксфорд Юнайтед» и сборной Польши.

## Клубная карьера
Родился 23 марта 1998 года в городе Лович. Воспитанник юношеских команд футбольных клубов «Пеликан» (Лович), ЛКС, УКС СМС и «Полония» (Варшава). В августе 2015 года он перебрался в академию немецкого клуба «РБ Лейпциг», где провел два сезона, но в основную команду включен не был.
В июле 2017 года стал игроком клуба Третьей лиги Германии «Зонненхоф Гроссаспах», в котором и дебютировал на взрослом уровне, но за полгода принял участие только в 2 матчах чемпионата, поэтому в январе 2018 года вернулся на родину и до конца сезона 2017/18 защищал цвета клуба «Погонь» (Седльце) со второго дивизиона, а в следующем сезоне играл там же за «Подбескидзе» из городка Бельско-Бяла.
1 июля 2019 года Плахета заключил контракт с клубом высшего дивизиона «Шлёнск», в составе которого провел следующий год своей карьеры игрока. Играя в составе вроцлавского «Шлёнска» также в большинстве своем выходил на поле в основном составе команды, сыграв в 35 матчах чемпионата, в которых забил 8 голов и отдал 5 передач.
22 июля 2020 года за 3 млн евро Плахета перешел в английский «Норвич Сити», что явилось рекордом продаж для «Шлёнска». В первом сезоне поляк отыграл за команду из Норвича 26 матчей в национальном чемпионате и помог ей занять первое место Чемпионшипа и выйти в Премьер-лигу.
1 февраля 2024 года бесплатно перешёл в клуб «Суонси Сити».
15 июля 2024 года в качестве свободного агента присоединился к клубу «Оксфорд Юнайтед».

## Карьера в сборной
В 2015 году дебютировал в составе юношеской сборной Польши (U-18), всего на юношеском уровне принял участие в 11 играх.
В течение 2019—2020 годов привлекался в состав молодежной сборной Польши, с которой уехал на молодежный чемпионат Европы 2019 в Италии. На турнире Пшемыслав сыграл в одном матче против Испании (0:5), а его сборная не вышла из группы. Всего на молодежном уровне сыграл в 8 официальных матчах, забил 1 гол.
11 ноября 2020 года дебютировал в официальных матчах в составе национальной сборной Польши в товарищеском матче со сборной Украины (2:0).
В мае 2021 года попал в финальную заявку сборной на чемпионат Европы 2020.